# M. H. Khandaker
M. H. Khandaker a été le premier procureur général du Bangladesh.

## Carrière
L'ancien conseiller en chef Latifur Rahman était l'apprenti de Khandaker lorsque celui-ci était procureur général du Bangladesh.

## Vie privée
Le fils de Khandaker, A. J. Mohammad Ali, a été nommé 12e procureur général du Bangladesh.